# 太田俊二
太田 俊二 （おおた しゅんじ、1967年12月 - ） は、日本の生態学者。早稲田大学人間科学部教授。専門は地球環境科学・生物圏生態学。

## 来歴
愛知県西春日井郡新川町（現在の清須市）出身。1991年早稲田大学人間科学部人間基礎科学科卒業、1996年早稲田大学大学院人間科学研究科生命科学専攻博士後期課程修了。博士（人間科学）。
1996年早稲田大学人間科学部助手、1999年山梨大学工学部循環システム工学科助教授、2001年早稲田大学人間科学部助教授を経て、現職。

## 著書
単著
- 『変化する気候と食料生産』コロナ社、2009年7月

共著
- 『間主観性の人間科学』言叢社、1999年8月
- 『現代人間科学講座第2巻 「環境」人間科学』朝倉書店、2008年9月
- 『からだと温度の事典』朝倉書店、2010年4月